# Freundschaftspionierleiter
Der Freundschaftspionierleiter (FPL) war ein in allen Polytechnischen Oberschulen (POS) der DDR hauptamtlich beschäftigter Funktionär der Freien Deutschen Jugend (FDJ), deren Zentralrat (bzw. der jeweiligen FDJ-Kreisleitung) er unterstellt war. Mit der Pionierfreundschaft, deren Leiter er war, war die Gesamtheit aller Jung- und Thälmannpioniere einer Schule gemeint.

## Aufgabengebiet
Seine Hauptaufgabe bestand darin, die Kinder und Jugendlichen zu „sozialistischen Persönlichkeiten“ zu erziehen bzw. diese Erziehung durch sein ideologisches Zutun zu untermauern.
Dies geschah bspw. im Rahmen der Agitation und Anleitung des an der Schule tätigen Freundschaftsrates der Pionierorganisation (Klassen 4 bis 7) bzw. der Grundorganisationsleitung der FDJ (GOL) in den Klassen 8 bis 10.
Der FPL begleitete die hier tätigen jugendlichen Funktionäre bei all ihren (politischen) Tätigkeiten – so etwa der Gestaltung und Durchführung einer Veranstaltung zu Ehren des kommunistischen Politikers Ernst Thälmann oder auch einem Fahnenappell zum Tag der Republik am 7. Oktober.
Besonders wichtige Höhepunkte waren der Gründungstag der FDJ am 7. März und der Gründungstag der Pionierorganisation am 13. Dezember.

## Ausbildung der FPL
Ausgebildet wurden die Freundschaftspionierleiter an verschiedenen Orten der DDR. Personen, bei denen man mit einer besonders intensiven Linientreue rechnen durfte, wurden vorrangig am Zentralinstitut der Pionierorganisation (ZIPO) in Droyßig oder – in Ausnahmefällen – an der Hochschule der FDJ am Bogensee geschult.
Priorität hatte hierbei die intensive politische Schulung der angehenden FPL. Neben ihrer Qualifikation zum Pionierleiter wurden auch fachliche und methodische Kenntnisse vermittelt, so dass die Pionierleiter eine Lehrbefähigung für bestimmte Fächer der Unter- oder (oft im Fach Staatsbürgerkunde) auch der Oberstufe erhielten. Der Großteil der FPL wurde jedoch an den verschiedenen Instituten für Lehrerbildung der DDR ausgebildet.

## Ehrenamtliche Pionierleiter
Für die einzelnen Pioniergruppen gab es ehrenamtliche Gruppenpionierleiter, die gemeinsam mit den Pionieren Pioniernachmittage organisierten. Dies waren häufig die Klassenlehrer, konnten aber auch FDJ-Mitglieder der oberen Klassen sein.